# Khun Sa
Khun Sa (22 febbraio 1934 – Yangon, 29 ottobre 2007) è stato un criminale, signore della guerra e narcotrafficante birmano, già capo dell'Esercito Unito dello Shan. Venne soprannominato il "Re dell'Oppio" a causa dei suoi traffici all'interno del cosiddetto Triangolo d'oro.

## Biografia
Nacque col nome di Chan Shee-fu nel distretto di Lashio, nella parte settentrionale dello Stato Shan, da padre cinese e madre shan.. Adottò il nome Khun Sa, che significa "Principe Prosperoso", quando la madre sposò un principe shan. In gioventù prestò servizio nel Kuomintang (KMT), l'esercito dei nazionalisti cinesi di Chiang Kai-shek rifugiatosi negli Stati Shan dopo la conquista del potere in Cina da parte dei comunisti di Mao Zedong. Lasciò il KMT per formare un suo esercito di poche centinaia di uomini. Nel 1963 lo riformò nel Ka Kwe Ye, una milizia locale leale al governo birmano. Il Ka Kwe Ye ricevette soldi, uniformi e armi in cambio della lotta contro i ribelli shan.
Quando Khun Sa espanse la sua milizia a 800 uomini, smise di cooperare con il governo birmano, prese il controllo di una vasta area degli Stati Shan e Wa nei pressi del confine cinese ed estese la produzione dell'oppio, installando una delle prime raffinerie di eroina della zona. Si trovò in concorrenza con lo stesso KMT, che con la copertura della CIA da diversi anni aveva il controllo del 90% della produzione di oppio nella zona, chiedendo tra l'altro pedaggi a chiunque ne trasportasse.
Nel 1967 Khun Sa sfidò le truppe del KMT organizzando una carovana che trasportò sedici tonnellate di oppio in Laos. Il breve conflitto che ne seguì, chiamato "guerra dell'oppio del 1967", culminò nella famosa battaglia di Ban Khwann, sulla riva laotiana del Mekong, che ebbe fine con il violento intervento armato delle truppe regolari laotiane comandate dal generale Ouane Rattikone, che già da qualche anno controllava il traffico di oppio nel versante laotiano del Triangolo d'oro. Il generale Rattikone si appropriò del carico e prese il controllo anche della maggior parte dei traffici gestiti dal KMT nella zona laotiana.
Dopo la sconfitta subita e le ingenti perdite di uomini e di soldi, Khun Sa cercò di riorganizzarsi mettendosi in contatto con i capi di diversi gruppi di ribelli shan, ma fu catturato dal governo birmano. Tornò in libertà nel 1974 grazie al suo vice-comandante che rapì due dottori russi in cambio della sua liberazione. Ricostruì il proprio impero riprendendo il controllo del territorio, delle truppe e dei traffici che erano stati suoi. Con i proventi finanziò la l'Esercito Unito dello Shan, che si batteva per l'autonomia del popolo Shan. Si stima che nel 1977 avesse venduto una quantità di oppio ed eroina tale da soddisfare per un anno il fabbisogno dell'intero mercato statunitense e che nel 1996, anno in cui si arrese all'esercito birmano, il suo esercito contasse su 10.000 unità.
Nel 1985 Khun Sa unì le sue forze con il Consiglio rivoluzionario della terra Tai di Moh Heng, ottenendo il controllo di tutta l'area del confine birmano-thailandese da Mae Hong Son a Mae Sai, diventando una delle principali figure del traffico di oppio nel Triangolo d'Oro.
Nel 1989 Khun Sa venne accusato da una corte di New York d'aver cercato di esportare negli Stati Uniti d'America 1.000 tonnellate d'eroina e lui di rimando propose agli statunitensi di acquistare l'intera produzione di oppio per evitare che venisse venduto sul mercato internazionale dei narcotici.
Nel 1993 venne intervistato dal giornalista e scrittore Tiziano Terzani, che la incluse nel suo libro Un indovino mi disse (1995). 
Khun Sa si arrese agli ufficiali birmani nel gennaio 1996, molto probabilmente per evitare di affrontare le accuse di narcotraffico negli USA, che nel frattempo avevano promesso 2 milioni di dollari di ricompensa per il suo arresto. Le autorità birmane rifiutarono di estradarlo.
Malato di diabete e pressione alta, morì a Rangoon il 29 ottobre 2007.